# Љасковец
Љасковец (буг. Лясковец) град је у Републици Бугарској, у средишњем делу земље, седиште истоимене општине Љасковец у оквиру Великотрновске области.

## Географија
Положај: Љасковец се налази у средишњем делу Бугарске. Од престонице Софије град је удаљен 230 km источно, а од средишта области, Великог Трнова, град је удаљен 10 km источно.
Рељеф: Област Љасковеца се налази у северном подножју Старе Планине. Град се сместио у бреговитом подручју, на приближно 200 m надморске висине.
Клима: Клима у Љасковецу је континентална.
Воде: Око Љасковеца протиче више мањих водотока.

## Историја
Област Љасковеца је првобитно било насељено Трачанима, а после њих овом облашћу владају стари Рим и Византија. Јужни Словени ово подручје насељавају у 7. веку. Од 9. века до 1373. године област је била у саставу средњовековне Бугарске.
Крајем 14. века област Љасковеца је пала под власт Османлија, који владају облашћу 5 векова.
Године 1878. град је постао део савремене бугарске државе. Насеље постоје убрзо средиште окупљања за села у околини, са више јавних установа и трговиштем.

## Становништво
По проценама из 2010. године Љасковец је имао око 8.800 становника. Огромна већина градског становништва су етнички Бугари. Остатак су махом Роми. Последњих деценија град губи становништво због удаљености од главних токова развоја у земљи.
Претежан вероисповест месног становништва је православна.